# Gamasiphoides propinquus
Gamasiphoides propinquus är en spindeldjursart som först beskrevs av Womersley 1956.  Gamasiphoides propinquus ingår i släktet Gamasiphoides och familjen Ologamasidae. Inga underarter finns listade i Catalogue of Life.